# 고카쇼촌 (오사카부)
고카쇼촌(일본어: 五箇荘村)은 일본 오사카부 오토리군·센보쿠군에 설치되었던 촌이다. 현재의 사카이시 기타구에 해당한다.